# Ň
Ň, ň ist ein Buchstabe in den Alphabeten der tschechischen, slowakischen und der turkmenischen Sprache, bestehend aus einem N mit Hatschek.

## Tschechisch und Slowakisch
In den westslawischen Sprachen Tschechisch und Slowakisch bezeichnet ň ein palatalisiertes n. Vereinfacht gesagt wird es durch ein n mit darauffolgendem, angedeutetem j ausgedrückt. Genauer gesagt handelt es sich um den Laut [⁠ɲ⁠] (stimmhafter palataler Nasal). Das Ň ist mit dem ń im Polnischen und den sorbischen Sprachen, die auch zu den westslawischen Sprachen zählen, vergleichbar. Ein Beispiel für die Verwendung des Buchstabens ist das Wort Lied: tschech. píseň, slowak. pieseň ggü. poln. pieśń, obersorb. pěseń.

## Turkmenisch
In der Lateinschrift der turkmenischen Sprache kennzeichnet ň den stimmhaften velaren Nasal [⁠ŋ⁠] (im Deutschen etwa durch ng im Auslaut wiedergegeben, Bsp. Ding). Im in der Turkmenischen Sowjetrepublik (bis 1991) verwendeten kyrillischen Variante des turkmenischen Alphabets entspricht Ňň dem Graphempaar Ңң.

## Darstellung im Computer
Die beiden Zeichen sind im Zeichensatz ISO-8859-2 an Position 210 (Großbuchstabe) und 242 (Kleinbuchstabe) enthalten. Sie sind außerdem im Unicode-Block Lateinisch, erweitert-A an den Codepunkten U+0147 (Großbuchstabe) und U+0148 (Kleinbuchstabe) enthalten.
In HTML gibt es die benannten Zeichen &Ncaron; für das große Ň und &ncaron; für das kleine ň.

## Graphotaktik
Die einzigen Vokalbuchstaben, die im Slowakischen nach dem Buchstaben ň stehen können, sind die dunklen Vokale a, á, o, u und ú. Vor den hellen Vokalen e, i und í wird stattdessen ein einfaches n geschrieben. Im Tschechischen gelten ähnliche Regeln, jedoch wird e dann zu ě, und ů statt ú geschrieben.